# Sweet Home (Arkansas)
Sweet Home és una concentració de població designada pel cens dels Estats Units a l'estat d'Arkansas. Segons el cens del 2000 tenia 1.070 habitants.

## Demografia
Segons el cens del 2000, Sweet Home tenia 1.070 habitants, 385 habitatges, i 267 famílies. La densitat de població era de 105,1 habitants/km².
Dels 385 habitatges en un 29,9% hi vivien nens de menys de 18 anys, en un 38,4% hi vivien parelles casades, en un 23,9% dones solteres, i en un 30,4% no eren unitats familiars. En el 27,8% dels habitatges hi vivien persones soles l'11,2% de les quals corresponia a persones de 65 anys o més que vivien soles. El nombre mitjà de persones vivint en cada habitatge era de 2,78 i el nombre mitjà de persones que vivien en cada família era de 3,42.
Per edats la població es repartia de la següent manera: un 30,7% tenia menys de 18 anys, un 8,5% entre 18 i 24, un 25,2% entre 25 i 44, un 23% de 45 a 60 i un 12,6% 65 anys o més.
L'edat mediana era de 35 anys. Per cada 100 dones de 18 o més anys hi havia 81 homes.
La renda mediana per habitatge era de 23.352 $ i la renda mediana per família de 30.781 $. Els homes tenien una renda mediana de 22.069 $ mentre que les dones 21.643 $. La renda per capita de la població era de 8.868 $. Entorn del 21,7% de les famílies i el 25,5% de la població estaven per davall del llindar de pobresa.

## Poblacions més properes
El següent diagrama mostra les poblacions més properes.